# Ailurarctos
Ailurarctos — вимерлий рід ведмедевих з пізнього міоцену в Китаї, приблизно 8 мільйонів років тому.